# Georgetown, Minnesota
Georgetown là một thành phố thuộc quận Clay, tiểu bang Minnesota, Hoa Kỳ. Năm 2010, dân số của thành phố này là 129 người.

## Dân số
- Dân số năm 2000: 125 người.
- Dân số năm 2010: 129 người.